# Uloborus ater
Uloborus ater là một loài nhện trong họ Uloboridae.
Loài này thuộc chi Uloborus. Uloborus ater được Cândido Firmino de Mello-Leitão miêu tả năm 1917.